# Ana María Fuentes
Ana María Fuentes Pacheco (Ronda, Málaga, 1 de mayo de 1972) es una política española. Fue diputada por el Partido Socialista Obrero Español en el Congreso de los Diputados en representación de la circunscripción de Málaga (2004-2011) Es miembro de la Secretaría de Organización del PSOE (desde el 16 de junio de 2025).

## Biografía
Ana Mª Fuentes nació en la localidad malagueña de Ronda en 1972. Tras licenciarse en Derecho, ocupó diversos cargos políticos: Directora provincial del Instituto Andaluz de la Juventud ( Málaga, 1998 – 2000), diputada y miembro de la Mesa del Parlamento de Andalucía (2000 – 2004), concejala del Ayuntamiento de Ronda ( 2007 – 2009) y Diputada en el Congreso de los Diputados (2004 – 2011).
Posteriormente, trabajó en el ámbito de la gestión, en Atento como experta de Intervención en el Área de Cumplimiento Legal y Normativa (2012 – 2013); técnica de Cumplimiento Legal y Normativo en SegurCaixa Adeslas (2014 – 2018) y Directora de la Oficina de Cumplimiento Normativo del Partido Socialista Obrero Español (2018 – 2021).
En el ámbito docente, fue profesora de Derecho Constitucional en la Facultad de Ciencias Sociales y Jurídicas de la Universidad Carlos III de Madrid, y profesora asociada de Derecho Constitucional en la Facultad de Ciencias Sociales y Jurídicas de la Universidad Complutense de Madrid.
En el Partido Socialista Obrero Español (PSOE) ha sido Directora Gerente (desde 19 de octubre de 2021), a propuesta de Santos Cerdán.
Tras la dimisión de Santos Cerdán como secretario de Organización del PSOE, días después de conocerse un informe de la UCO sobre el Caso Koldo, el presidente del Gobierno, Pedro Sánchez la nombró miembro de la Secretaría de Organización del PSOE. Junto a Fuentes Pacheco, han sido nombrados Cristina Narbona, presidenta de la Comisión Ejecutiva Federal (CEF), Montse Mínguez García Secretaría de Trabajo, Economía Social y Trabajo Autónomo de la CEF, y Borja Cabezón, secretario de  Acción Democrática y Transparencia. Dicho nombramiento será efectivo hasta el Comité Federal del 5 de julio, donde se decidirá la nueva dirección.

## Controversias

### Subvenciones de los ERE
En 2007 la autoescuela Las Palmeras de Ronda SL, propiedad del marido de Fuentes Pacheco, había recibido 209.339 euros en dos subvenciones otorgadas por la Junta de Andalucía, —gobernada en aquel momento por el PSOE, y cuyos dirigentes acabaron condenados por los ERE— en diciembre de 2006 (BOJA 14 de diciembre) y febrero de 2007 (BOJA 6 de febrero). Posteriormente, se conoció que la empresa modificó la actividad registrada entre ambas concesiones, lo que hizo sospechar de una posible manipulación para adaptar el negocio al tipo de ayudas. En los registros figuraba que la empresa duplicó sus ventas, haciendo una facturación en 2006, que era más 400.000 euros superior a la de 2004.

### Informe UCO - Caso Koldo
Ana Mª Fuentes aparece en los informes remitidos por la UCO sobre el caso Koldo. En un mensaje Koldo García, una semana después de reunirse con Santos Cerdán para tratar de obras, escribe a Javier Herrero —por aquel entones, director general de Carreteras bajo las órdenes del ministro de Transportes, José Luis Ábalos— para avisarle que va a recibir una llamada de Ferraz para pedirle «el impuesto». La UCO apunta a una posible «financiación irregular» del PSOE.
Diversos ministros socialistas y dirigentes del PSOE señalaron, tras conocerse el informe de la UCO, que ese 'impuesto' es una cuota voluntaria de cargos públicos a la que se denomina así internamente.